# Pimp
Der Pimp (englisch, eigentlich „Zuhälter“) ist eine Erscheinung der afroamerikanischen Popkultur (vgl. auch Hip-Hop). Der Pimp nutzt seine finanzielle Unabhängigkeit zur egozentrischen Stilisierung seiner Person in Kleidung, Manieren und Freizeitvergnügungen und verfolgt eine Ästhetisierung sämtlicher Lebensbereiche.
Als Verb bedeutet das englische to pimp auch „aufmotzen, aufdonnern, tunen“. Die MTV-Fernsehshow Pimp My Ride, bei der Autos in einem protzigen Pimp-Stil gestylt wurden, trug zur Verbreitung des Verbs bei.

## Merkmale und Geschichte des „Pimp“-Phänomens
Der Pimp taucht als kulturelles Phänomen zum ersten Mal in den 1960er Jahren auf. Die Bürgerrechtsbewegung hatte zu einem neuen Selbstbewusstsein der afroamerikanischen Bevölkerung der USA geführt, gleichzeitig aber waren soziale Unterschiede zwischen Schwarz und Weiß immer noch manifest und soziale Aufstiegsmöglichkeiten für Schwarze quasi nicht vorhanden. Vielfach griffen sozial benachteiligte Schwarze auf halb- oder illegale Wege zurück, um finanziellen und sozialen Erfolg zu erreichen; Prostitution (vgl. bitch) – und damit verbunden Zuhälterei – wurden zu einem afroamerikanisch geprägten Phänomen. Der auf diese Weise erwirtschaftete Gewinn wurde oft exzessiv zur Schau gestellt und etablierte ein neues Selbstverständnis und Selbstbewusstsein der Schwarzen. Pelzmäntel, auffälliger Schmuck und teure Bekleidung in auffälligen Farben waren beliebte Accessoires des Pimps und verbanden sich mit einer Attitüde, die irgendwo zwischen extremem Machismo und bewusst tuntenhaftem Verhalten changierte. Der Pimp-Lifestyle ist dabei immer extrem frauenverachtend. Frauen werden zu bloßen Sexobjekten degradiert, deren Körper das einzig Bedeutende ist. In diesem Kontext galt er als Gegenteil eines Simps. Die Blaxploitation-Filme machten diesen Pimp-Lifestyle während der 1960er und 1970er Jahre populär.
Pimpin’ hatte vielfältigen Einfluss auf die afroamerikanische Popmusik der nachfolgenden Jahre. Besonders hervorzuheben ist hier der P-Funk, der schließlich das Bindeglied zur Hip-Hop-Kultur bildet, innerhalb derer der Pimp ein Revival erlebte und schließlich seine derzeitige Ausformung erhielt.
Westcoast-Rapper wie Too $hort und Snoop Dogg perfektionierten in den 1990er Jahren den Pimp-Lifestyle und lösten ihn aus dem ursprünglichen Zuhälter-Kontext heraus. In der Hip-Hop-Kultur nahm der Pimp einen eigenen Slang an („Fo' Shizzle my Nizzle“ für „For sure my nigger“) und widmete sich nun bevorzugt den Hobbys des Glücksspiels, des Marihuana- und Champagnerkonsums und seiner Low-Rider-Sammlung, wobei er seinen Lebensstil meist durch einen wohl dotierten Plattenvertrag und andere Einnahmequellen – wie etwa Pornofilme – finanzierte. Pink und Lila entwickelten sich zu den bevorzugten Modefarben des Pimp.

## Bekannte Pimps
- 50 Cent
- Ice-T
- Iceberg Slim
- Pimp C
- Snoop Dogg
- Too $hort